# Tokody Ilona
Tokody Ilona (Szeged, 1953. április 27. –) Kossuth- és Liszt Ferenc-díjas magyar operaénekes (szoprán), érdemes és kiváló művész, a Halhatatlanok Társulatának örökös tagja.

## Életpályája
Szülei: Tokody András és Nagy Ilona. 1971-ben lett a Zeneakadémia növendéke. 1972-ben megnyerte a Kodály-énekversenyt, a következő években a genfi, az oostendei, a pozsonyi énekversenyek, majd a budapesti Erkel-énekverseny győztese lett. 1976-tól az Operaház magánénekese és a bécsi Staatsoper állandó vendégművésze. 1977-ben mutatkozott be, az Operaházban Durkó Zsolt Mózes című művének ősbemutatóján az Anya szerepét alakította. Európa és Amerika számos nagyvárosában és operaházában vendégszerepelt. 
A New York-i Metropolitan-ben 1988-ban mutatkozott be. Leoncavallo Bajazzók című operájában Nedda szerepét énekelte, ezután ugyanitt Bizet Carmenjének Micaeláját. 1989-ben a világon elsőként énekelte lemezre Mascagni Iris című operájának címszerepét, Plácido Domingo partnereként, Giuseppe Patanè vezényletével. 1992-ben egyik legemlékezetesebb fellépése volt a José Carrerasszal tartott közös áriaest a budapesti Népstadionban. A katalán művészhez szoros barátság köti, először a bécsi Staatsoperben léptek fel együtt, Halévy a Zsidónő című operájának koncertszerű előadásán, majd ugyanitt a Bohéméletben is. 
1994-ben a világhírű spanyol bariton, Juan Pons társaságában a Zeneakadémián adott nagy sikerű koncertet, majd a két művész világ körüli koncertkörútra indult Verdi-duett estjükkel. 1996-tól a Magyar Állami Operaház örökös tagja. Énekesi példaképének Renata Scottót tartja.

## Színházi szerepei

### Tokodi Ilonaként
A Színházi Adattárban regisztrált bemutatóinak száma: 1.
- Wolfgang Amadeus Mozart: A varázsfuvola....Első gyermek

### Tokody Ilonaként
A Színházi Adattárban regisztrált bemutatóinak száma: 40.
- Mozart: Figaro házassága....Fanchette
- Durkó Zsolt: Mózes....Anya
- Puccini–Alfano: Turandot....Liù
- Giacomo Puccini: Gianni Schicchi....Lauretta
- Dittersdorf: La contadina fedele....Lauretta
- Balassa Sándor: Az ajtón kívül....Lány
- Claudio Monteverdi: Poppea megkoronázása....Virtus
- Mozart: Così fan tutte....Fiordiligi
- Giuseppe Verdi: A végzet hatalma....Leonora
- Puccini: Bohémélet....Mimi
- Verdi: A lombardok....Giselda
- Verdi: Aida....Aida
- Verdi: A trubadúr....Leonora
- Puccini: Angelica nővér....Angelica nővér
- Verdi: Simon Boccanegra....Amelia Grimaldi
- Verdi: Don Carlos....Erzsébet királyné
- Verdi: Otello....Desdemona
- Puccini: Pillangókisasszony....Cso-cso-szán
- Muszorgszkij–Rimszkij-Korszakov: Hovanscsina....Emma
- Pjotr Iljics Csajkovszkij: Anyegin....Tatjána
- Puccini: Manon Lescaut....Manon Lescaut
- Verdi: Az álarcosbál....Amelia
- Puccini: Tosca....Tosca
- Georges Bizet: Carmen....Micaëla
- Erkel Ferenc: Bánk bán....Melinda

## Könyvei
- A művész Isten szolgája. Tokody Ilonával beszélget Marton Árpád; Kairosz, Bp., 2008 (Miért hiszek?)
- Lélekhangon Tokody Ilonával; riporter Réfi Zsuzsanna; Magyar Állami Operaház, Bp., 2017 (Az Operaház örökös tagjai)

## Díjai
- Oláh Gusztáv-emlékplakett (1979)
- Liszt Ferenc-díj (1980)
- Érdemes művész (1983)
- Kossuth-díj (1985)
- Erzsébet-díj (1987)
- Kiváló művész (1990)
- A Magyar Köztársasági Érdemrend középkeresztje (1994)
- Örökös tag a Halhatatlanok Társulatában (1996)
- A Operaház örökös tagja (1996)
- Melis György-emlékplakett (1997)
- Székely Mihály-emlékplakett (2008)
- Bartók–Pásztory-díj (2010)
- Prima díj (2010)
- Hazám-díj (2012)
- A Magyar Állami Operaház Mesterművésze (2013)[3]
- Gundel művészeti díj (2014)